# 桑蒂·弗雷克萨
桑蒂·弗雷克萨（西班牙語：Santi Freixa，1983年2月13日—），西班牙男子曲棍球运动员。他曾代表西班牙参加2004年、2008年和2012年夏季奥林匹克运动会曲棍球比赛，其中2008年奥运会获得一枚银牌。

## 家庭
伯父弗朗西斯科·阿马特，表兄波尔·阿马特。叔父海梅·埃斯库德、伊格纳西奥·埃斯库德、哈维尔·埃斯库德。